# Alois von Reding
Pour les articles homonymes, voir Reding.
Alois Josef Fridolin Reding von Biberegg ou plus simplement Alois von Reding (6 mars 1765 - 5 février 1818), militaire et politicien suisse né à Schwytz, il fut l'un des acteurs de la Stecklikrieg (« guerre des Bâtons ») qui eut lieu en 1802. Il fut le chef du gouvernement suisse et chef des armées durant la République helvétique.

## Biographie
Alois von Reding est le fils de Theodor Anton Reding, lieutenant-colonel schwytzois au service de l'Espagne, et de Magdalena Freuler fille d'un lieutenant-colonel de Garde suisse qui servit la France avant de servir Naples. Il épouse le 21 novembre 1796 Ludovika Karolina Maria von Bachmann, fille d'un conseiller de Näfels dans le canton de Glaris ; celle-ci meurt un an plus tard, peu de temps après avoir donnée le jour à une petite fille. En 1805, il épouse en secondes noces Franziska Roggenstiel, originaire de Soleure ; celle-ci lui donnera un fils également prénommé Alois, qui épousera une fille du général Ludwig von Sonnenberg.
Alois Reding a deux frères qui embrassent comme lui la carrière militaire, Nazar Reding et Theodor Reding, lequel deviendra commandant en chef des troupes espagnoles et infligera à Napoléon 1er sa première défaite lors de la bataille de Bailén.
Alois Reding portait le titre de baron de Biberegg, élevé au rang de comte de Biberegg par lettres patentes du 11 janvier 1818, peu de temps avant sa mort.

## Carrière militaire
En 1781, il rejoint ses frères Theodor (Théodore) et Nazar qui combattent au service de l'Espagne avec leur régiment Vieux-Reding dont ils avaient hérité de leur père. Ils participent ainsi en 1782 à la prise aux Anglais de la forteresse de San Felipe à Minorque ainsi qu'aux batailles contre les Français qui se sont déroulées dans le nord de l'Espagne en 1793 et 1794. Il quitte le service en 1794 avec le grade de lieutenant-colonel.

## Carrière politique
Il fut chef du gouvernement et des armées du 23 novembre 1801 au 6 février 1802 puis à nouveau du 6 février au 20 avril 1802.
Après le départ des troupes françaises, les fédéralistes se soulevèrent contre la République helvétique. À la suite de ce soulèvement, auquel von Reding participa activement, la république capitule le 18 septembre et le pouvoir revient aux cantons lors de la Diète fédérale de Schwytz que préside Alois von Reding.
Bonaparte, ne pouvant accepter ce désordre, envoya des troupes qui ne rencontrèrent pratiquement aucune résistance. Il imposa alors à la Suisse l'Acte de Médiation et un protectorat.
L'Angleterre prit le prétexte de cette violation du traité de Lunéville pour déclarer la guerre à la France le 18 mai 1803.
Alois von Reding meurt à Schwyz le 5 février 1818.